# Musée d'art et d'histoire de la ville de Saint-Denis
Musée d'art et d'histoire de la ville de Saint-Denis är ett kommunalt historiskt museum i Saint-Denis i Île-de-France i Frankrike, som grundades 1901. Museet finns i sina nuvarande lokaler i ett tidigare, år 1957 övergivet ordenshus för karmelitorden, sedan 1981. Det fick 1983 priset European Museum of the Year Award.

## Historik
Saint-Denis karmelitordenshus instiftades 1625 av kardinalen Pierre de Bérulle (1575-1629) som ett nunnekloster med, till en början, sju nunnor från karmelitklostret i Amiens. 
Ludvig XV:s dotter Louise av Frankrike flyttade in i klostret 1770, blev nunna 1771 och priorinna från 1773 till sin död 1787. Hon fann byggnaderna trista och satte igång nybyggnader av konventionella byggnader ritade av den kungliga arkitekten Richard Mique, bland annat ett neoklassicistiskt kapell, som idag är byggnadsminne. Kapellet tjänade som rättsbyggnad 1895-1983.

## Samlingar
Museet har blandade samlingar. Där finns arkeologiska fynd som grävts upp sedan 1973 i och runt Saint-Denis-basilikan, där det bland annat fanns en nekropol från merovingisk tid. Museet har också historiska föremål från orten, som från det 1713 uppförda Hôtel-Dieu. Karmelitnunnornas liv visas i de tidigare klostercellerna.
I konstsamlingarna ingår över 3.000 litografier av Honoré Daumier och det finns också mängder med bilder, textdokument och andra föremål över Pariskommunen 1871. 
Den dadaistiske poeten Paul Éluard bodde i Saint-Denis, och museet har manuskript av honom.

## Fotogalleri

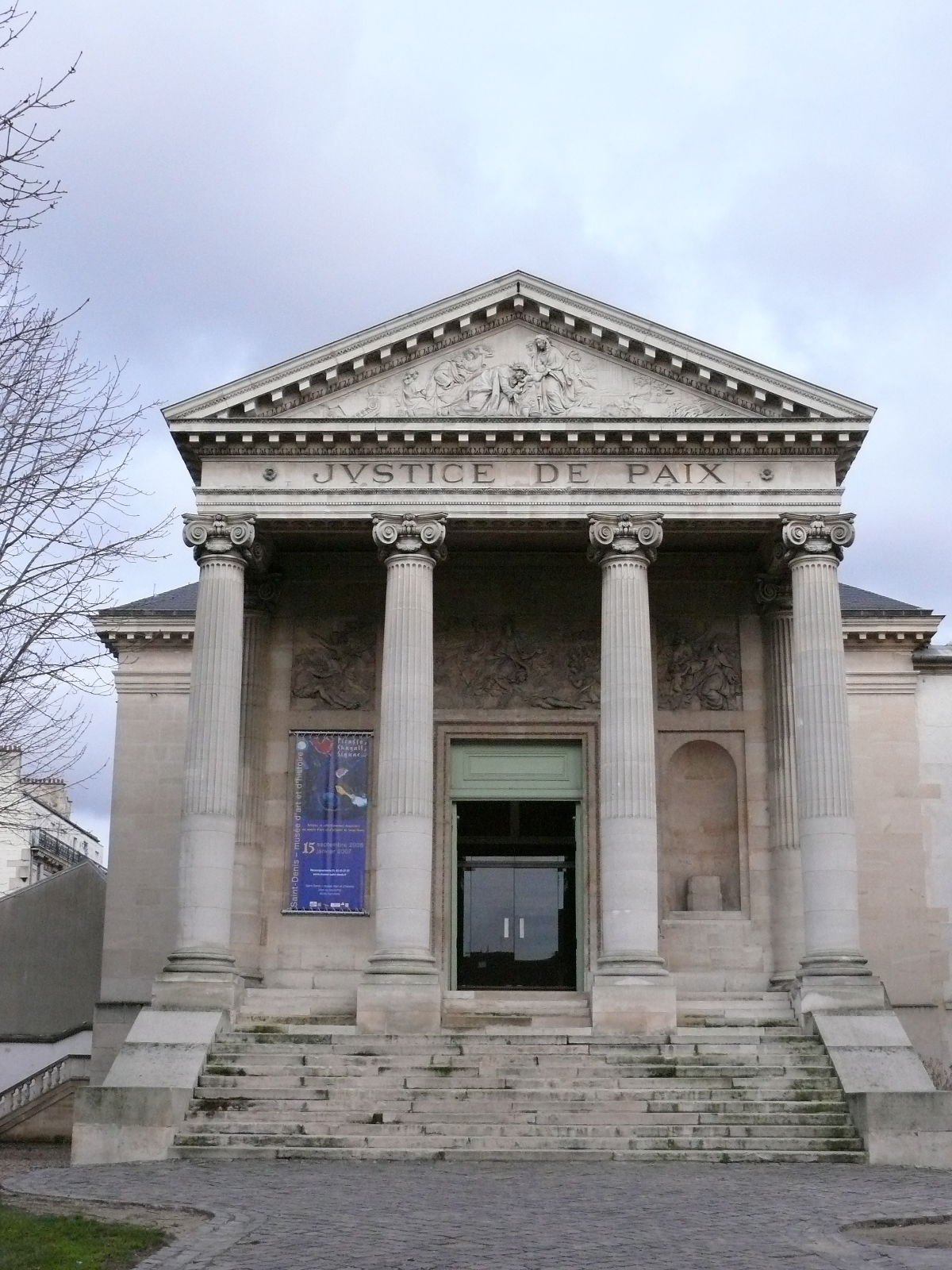
Kapellet, senare rättsbyggnad
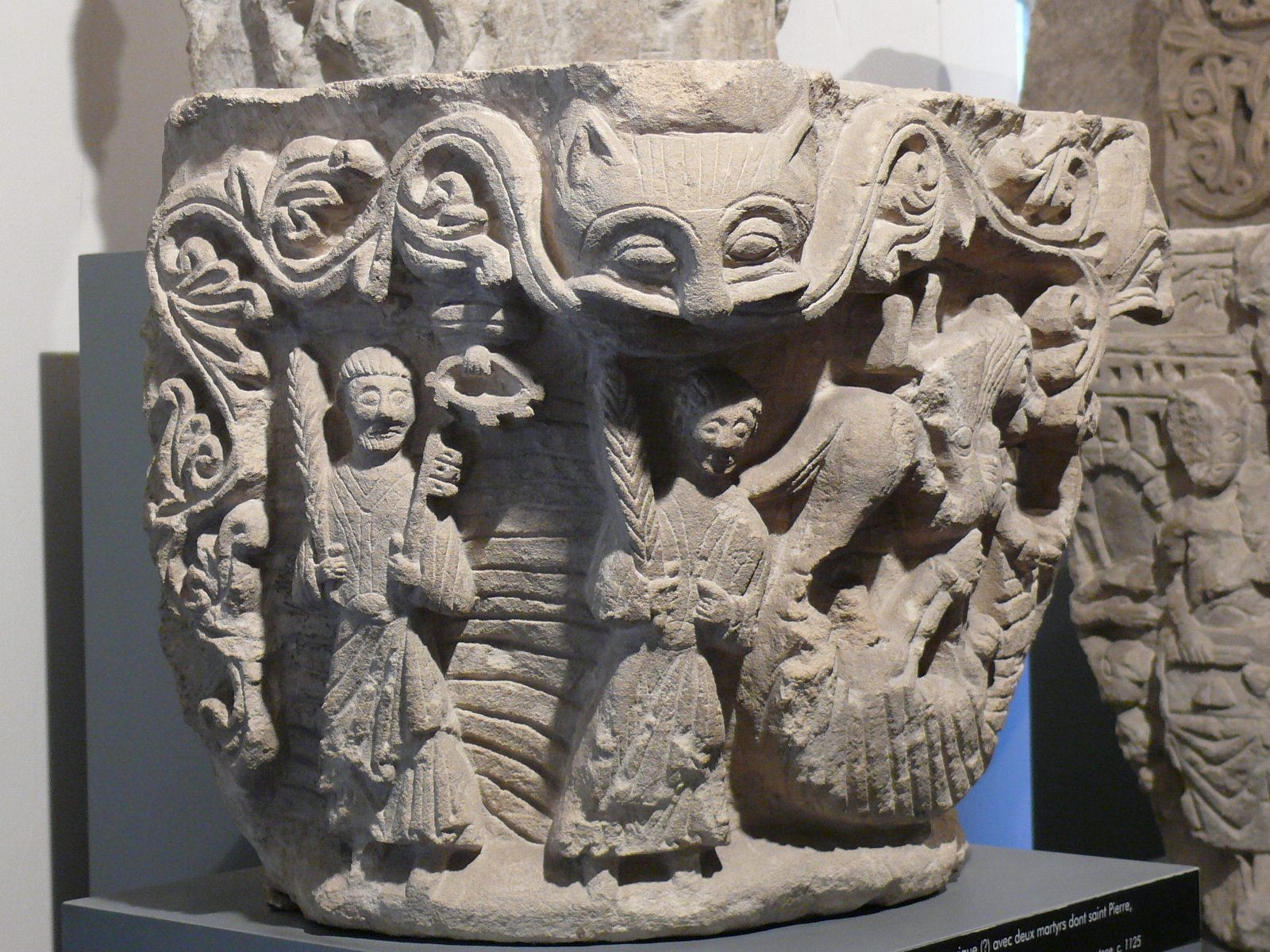
Kapitäl, omkring 1125
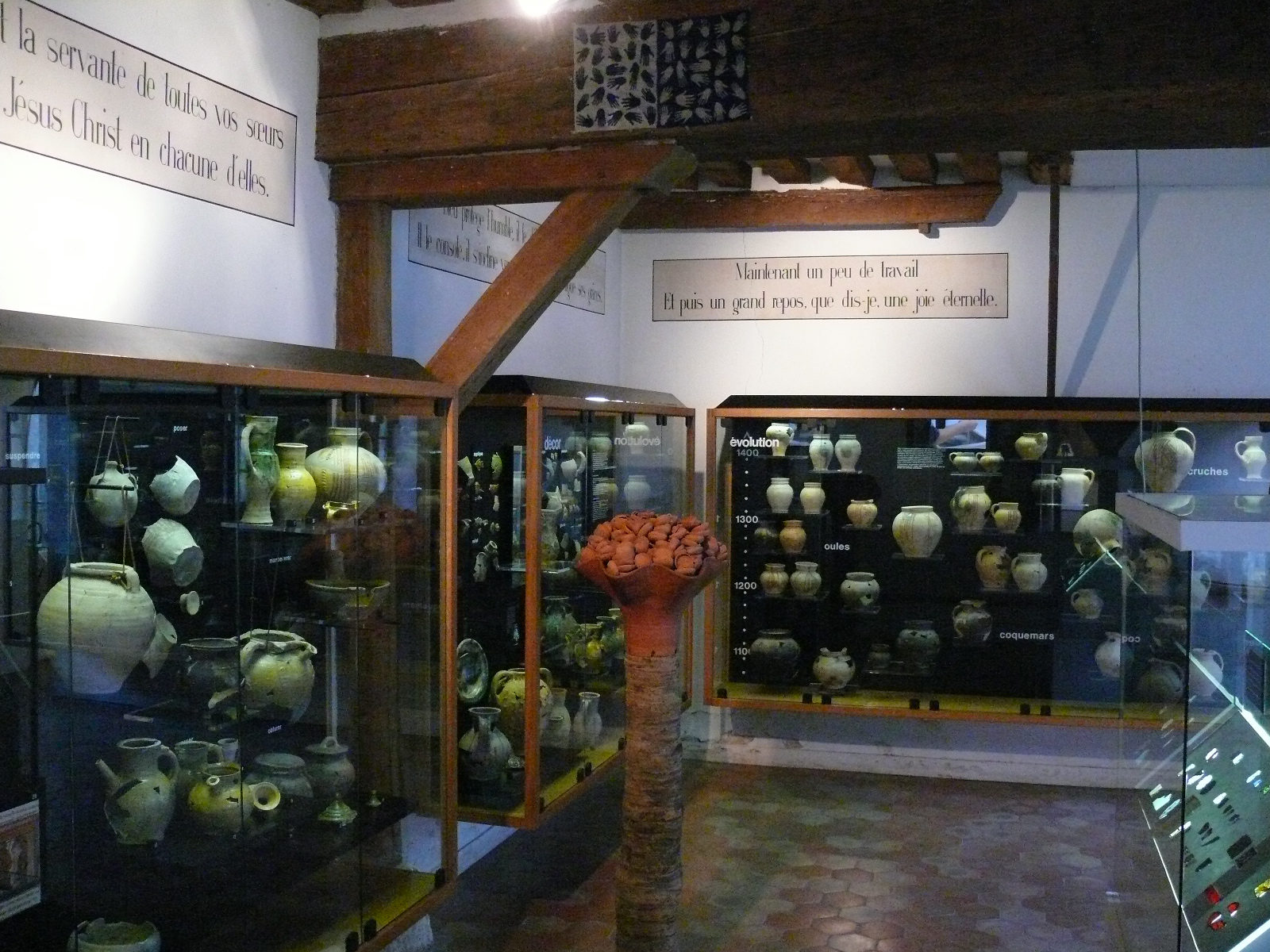
Utställningssal med keramik från medeltiden
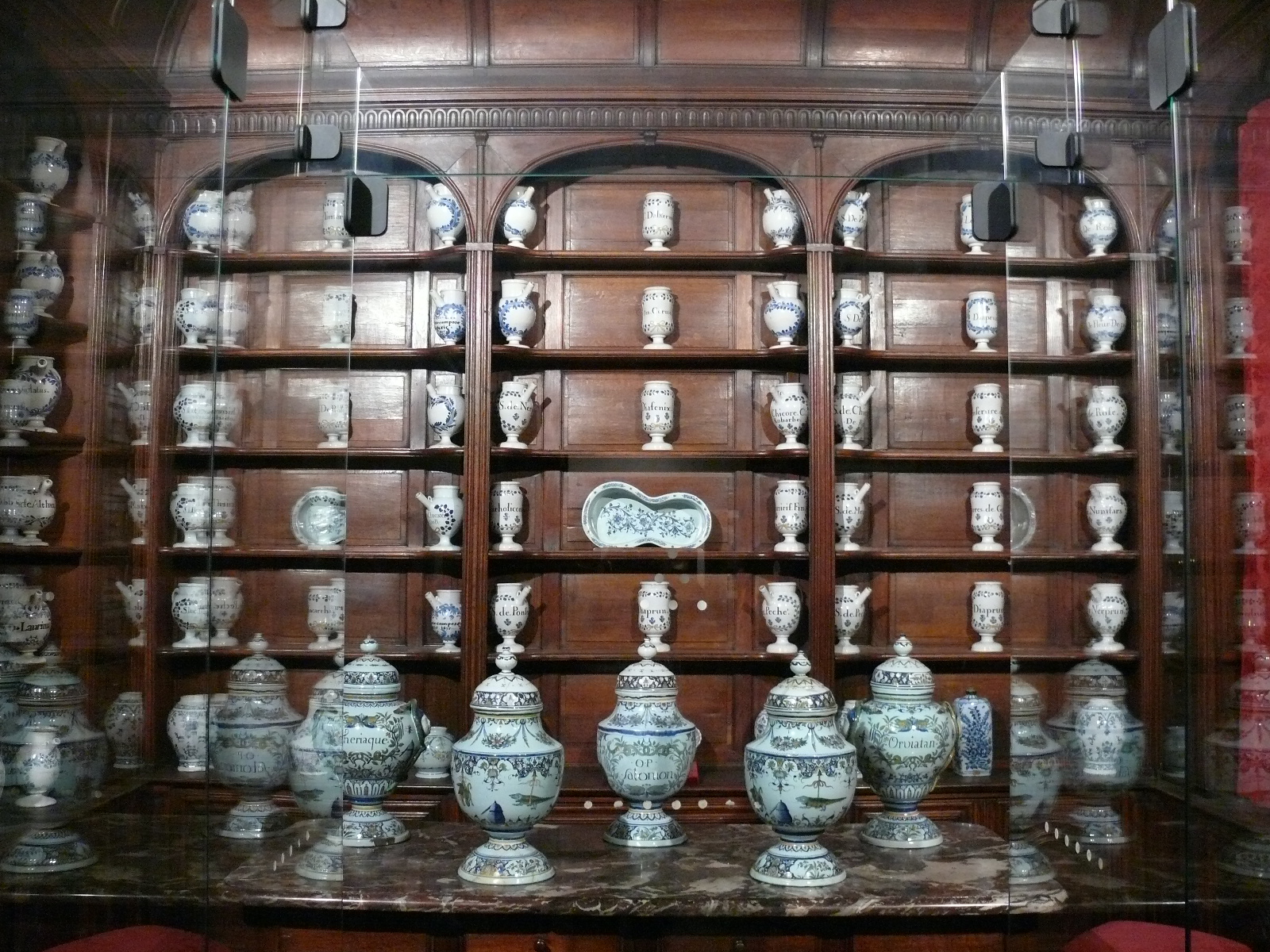
Apotekskabinett från tidigare hôtel-Dieu.
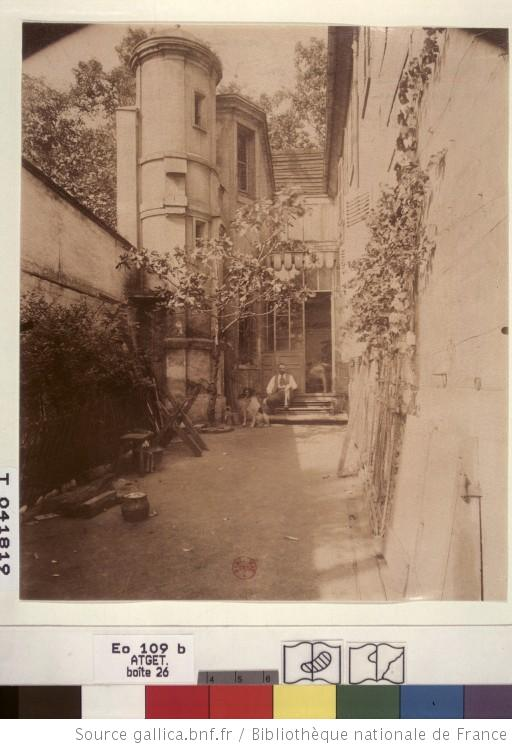
Det tidigare karmelitkonventet, ett hus där Ludvig XV hade möte med Louise de France, bild från 1901